# Sa Mandra Manna
Der archäologische Komplex Sa Mandra Manna (italienisch Complesso archeologico Sa Mandra Manna) liegt auf einem Plateau bei Tula in der Metropolitanstadt Sassari auf Sardinien.
Eine etwa 120 m lange etwa 3,0 m hohe halbrunde Mauer aus Megalithen umgibt einen Teil des Plateaus. Die Konstruktion besteht aus einer Doppelreihe von teilweise rechteckigen, meist jedoch unregelmäßig geformten Felsblöcken um einen mit kleineren Steinen gefüllten Hohlraum. In der Mauer liegt ein mit einem Sturz bedeckter Zugang.
In die Südwand des Plateaus wurde ein prähistorisches zweiräumiges Hypogäum entdeckt, das obenauf eine horizontale Felsplatte aufweist, die dem Denkmal ein megalithisches Aussehen verleiht. Die Mauer weist Felsbrocken von beträchtlicher Größe auf, von denen einige unterschiedlich ausgerichtete, hauptsächlich vertikal verlaufende, lineare Einkerbungen aufweisen. Unter den Gravuren sind kleine Kelche zu sehen.
Obwohl es bisher keine ikonografischen Vergleiche gibt, deuten der Kontext der Struktur, ihre Position und das Vorhandensein von Kelchen darauf hin, dass sie auf das megalithische Moment des Ortes bezogen werden sollten.
Die bronzezeitliche Konstruktion verdient besondere Beachtung: Es gibt viele davon; fast überall auf der Insel, meist jedoch entlang der Küste: Antigori, Cabu Abbas, Casteddu de Fanaris, Fort Doladorgiu, Ferricci, Monte Elias, Monti Casteddu, Saurecci und andere. Die Orte vermitteln den Eindruck strategischer Nuraghenfestungen.